# Бојан Миовски
Бојан Миовски (Штип, 29. јун 1999) је северномакедонски фудбалер који тренутно наступа за Ђирону. Игра на позицији нападача.

## Успеси
Абердин
- Лига куп Шкотске: (финале: 2023/24)[5]